# 푸루스강

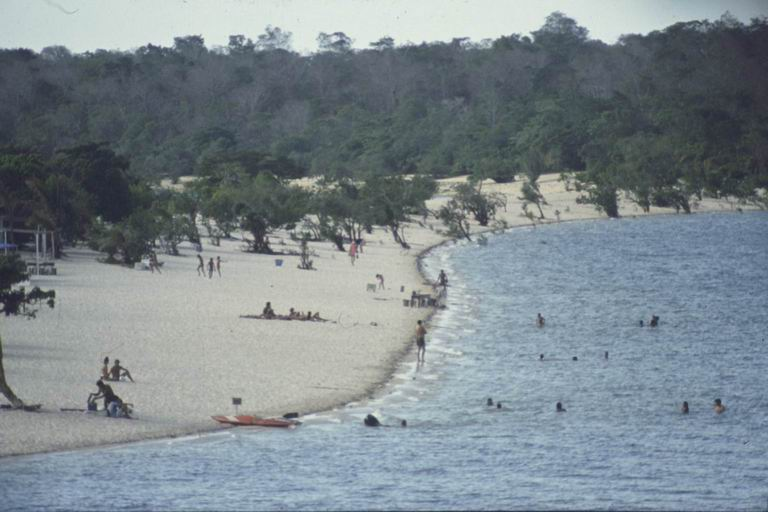
푸루스강

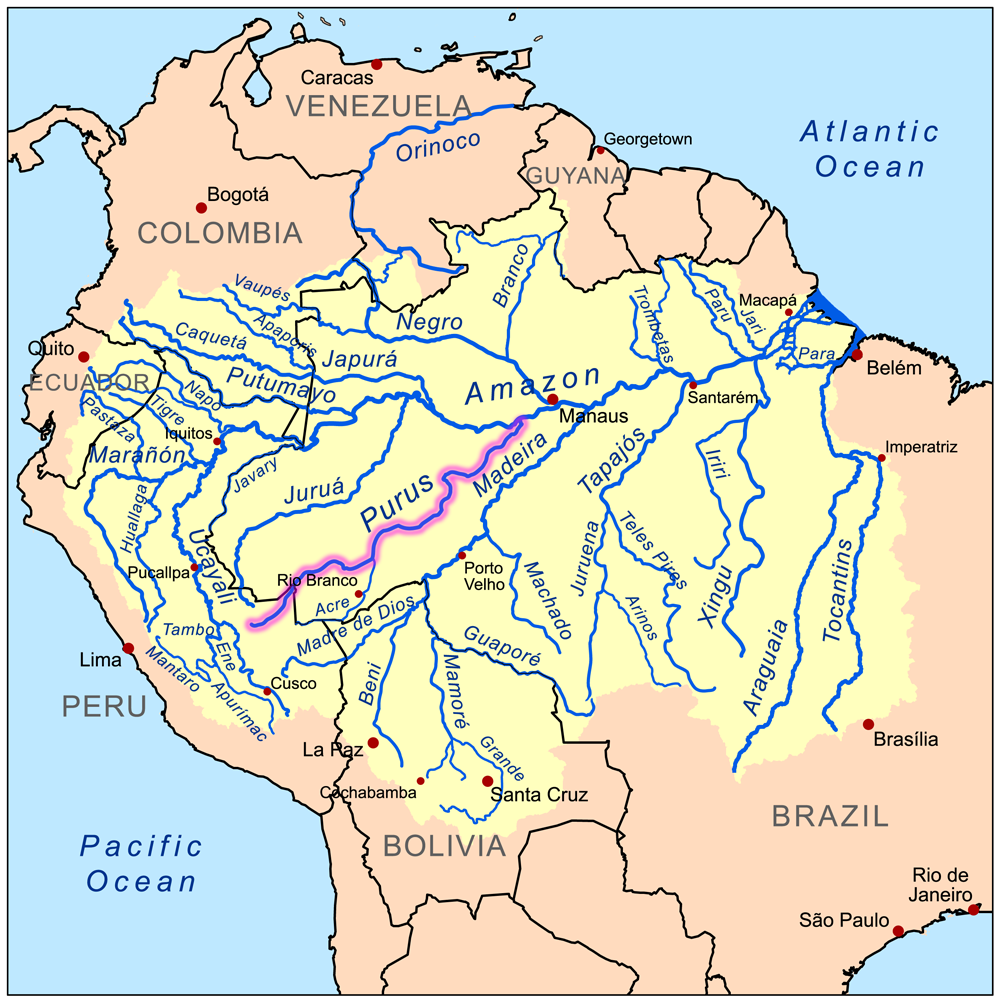
아마존강 유역: 푸루스강이 굵게 표시되어 있다

푸루스강(스페인어: Río Purús, 포르투갈어: Rio Purus)은 남아메리카를 흐르는 아마존강의 지류 중 하나이다. 유역 면적은 63,166 km2(24,389sq mi)이고 평균 유량은 8,400 m3/s(296,643cu ft/s)이다.
푸루스강은 마데이라강의 서쪽에서 아마존강으로 합류한다. 푸루스강과 마데이라강은 거의 평행하여 뻗어있다. 마데이라강은 브라질 사암 고원의 가장자리를 따라 뻗어 있고 우카얄리강은 안데스산맥의 하부를 포괄하는데, 푸루스강은 마데이라강과 우카얄리강 사이의 광대한 저지대를 따라 흘러간다. 이 광대한 저지대에는 숲이 이어져 있고 푸루스강은 이들 연속된 숲을 통과해 흘러간다. 푸루스강은 브라질 · 페루 국경의 작은 일부를 이룬다.

## 같이 보기
- 아마존 우림